# ديرز فان دير لوف
ديرز فان دير لوف (بالهولندية: Dries van der Lof)‏ مواليد 23 أغسطس 1919 في هولندا، كان سائق فورملا 1 هولندي سابق بدأ مسيرته الاحترافية سنة 1952. كان أول سباق له هو جائزة هولندا الكبرى 1952. خاض خلال مسيرته 1 سباقات.